# Clelia Bompiani
Clelia Bompiani (Roma, 5 agosto 1848 – Roma, 23 febbraio 1927) è stata una pittrice italiana.

## Biografia
Figlia di Roberto Bompiani, anch'egli pittore, e di Teresa Matthey, è stata allieva di suo padre all'Accademia di San Luca a Roma. Ha partecipato ad esposizioni italiane ed estere dedicandosi particolarmente all'acquerello, senza trascurare la pittura ad olio dove ugualmente si è distinta. Ha realizzato soprattutto opere di genere riproducenti aspetti della vita di Roma e della sua campagna, curando particolarmente l'ambientazione ed il paesaggio sullo sfondo.
Sposatasi con Ercole Battaglia ha continuato a coltivare l'arte ed anzi, dopo aver dato alla luce Alessandro che divenne precocemente anch'egli giovane artista, si dedicò anche all'insegnamento. Ha avuto lo studio nel 1888 alla Passeggiata di Ripetta 17, dal 1889 al 1920 al Corso Umberto 504 e dal 1921 a via Angelo Brunetti 39.
Ha sempre prediletto le scene di vita popolare della città, della Campagna romana e dei piccoli centri del Lazio, come Carsoli, Anticoli Corrado ed Anzio, distinguendosi per la semplicità coloristica sia nella pittura ad olio che nell'acquerello.
Per le sue indubbie doti, ha partecipato a tutte le più importanti esposizioni dell'epoca, a cominciare dal 1881, con un'opera a pastello, Venditrice di frutta, soggetto già trattato ad olio nel 1878, e nel 1884 con due acquerelli Prima della Tarantella e Li vedi? che riscossero particolare successo. Nell'84 alla Promotrice di Torino, nel 1895 a Berlino ha esposto e venduto un acquerello, Vanità. Nel 1898 un altro acquerello dal titolo Sposa, esposto a Monaco fu apprezzato e venduto molto bene.
Dal Novecento, ha partecipato assiduamente a tutte le mostre dell'Associazione degli Acquerellisti, di cui divenne socio effettivo e membro influente, esponendo alla XXV di queste allestita nel 1900 (Dolce malinconia); a quella del 1902 (Studio di paese, Alla fonte della Botte, In Oriente e Maria) ed a quella dell'anno successivo (Ritorno al paese, Pastorella, Bibiana, Vittoruccia). E poi dalla mostra del 1907 (Filatrice, Strada di Anticoli Corrado) sino all'esposizione del 1914 (Vecchio Castello) ed a quella del 1915, l'ultima di cui si ha memoria (Carsoli); figure di fanciulle, vedute di paese, scene di vita quotidiana: tutto il suo mondo.
Durante la sua carriera artistica produsse una grande quantità di quadri, soprattutto ad acquerello i quali contribuirono alla diffusione all'estero della sua fama di artista. Quello che restava del suo Studio fu esposto nel 1946 ad una mostra postuma tenutasi a Bergamo presso la Galleria Tamaza dove apparvero anche lavori del figlio Alessandro.